# Salems landskommun
Salems landskommun var en tidigare kommun i Stockholms län.

## Administrativ historik
När 1862 års kommunalförordningar började gälla inrättades denna kommun i Salems socken i Svartlösa härad i Södermanland. 
I kommunen inrättades 29 januari 1915 Rönninge municipalsamhälle som upplöstes med utgången av 1957.
Kommunreformen 1952 påverkade inte Salems kommun, som kvarstod som egen kommun fram till 1974, då den genom  sammanläggning blev en del av Botkyrka kommun som sedan utbröts 1983 och bildade Salems kommun.
Kommunkoden var 0228, från 1968 0128.

### Kyrklig tillhörighet
I kyrkligt hänseende tillhörde kommunen Salems församling.

## Kommunvapnet
Blasonering: I fält av guld tre gröna murgröneblad, ordnade två och ett, samt därunder en av en vågskura bildad grön stam, belagd med en fisk av guld med röda fenor.
Salems kommunvapen fastställdes av Kungl. Maj:t år 1954. Sedan Salems kommun nybildats kunde vapnet registreras för den nya kommunen år 1983.

## Geografi
Salem landskommun omfattade den 1 januari 1952 en areal av 70,97 km², varav 63,41 km² land. Efter nymätningar och arealberäkningar färdiga den 1 januari 1955 omfattade landskommunen den 1 januari 1961 en areal av 71,31 km², varav 63,91 km² land.

### Tätorter i kommunen 1960
| Tätort        | Folkmängd |
| ------------- | --------- |
| Rönninge      | 1 579     |
| Tumba, del av | 177       |

Tätortsgraden i kommunen var den 1 november 1960 76,3 procent.

## Politik

### Mandatfördelning i valen 1938-1970
| 9 | 1 | 1 | 4 | 8 |

| 22 |

| 9 | 1 | 1 | 4 | 8 |

| 22 |

| 10 | 1 | 1 | 4 | 7 |

| 20 |

| 10 | 2 | 1 | 4 | 6 |

| 21 |

| 10 | 2 | 4 | 7 |

| 21 |

| 9 | 3 | 4 | 7 |

| 19 | 4 |

| 10 | 2 | 5 | 6 |

| 19 | 4 |

| 10 | 2 | 5 | 6 |

| 20 |

|  | 12 | 5 | 7 | 6 |

| 23 | 8 |